# Röd stjärnanis
Illicium henryi är en tvåhjärtbladig växtart som beskrevs av Friedrich Ludwig Diels. Illicium henryi ingår i släktet Illicium och familjen Schisandraceae. Inga underarter finns listade.

## Bildgalleri

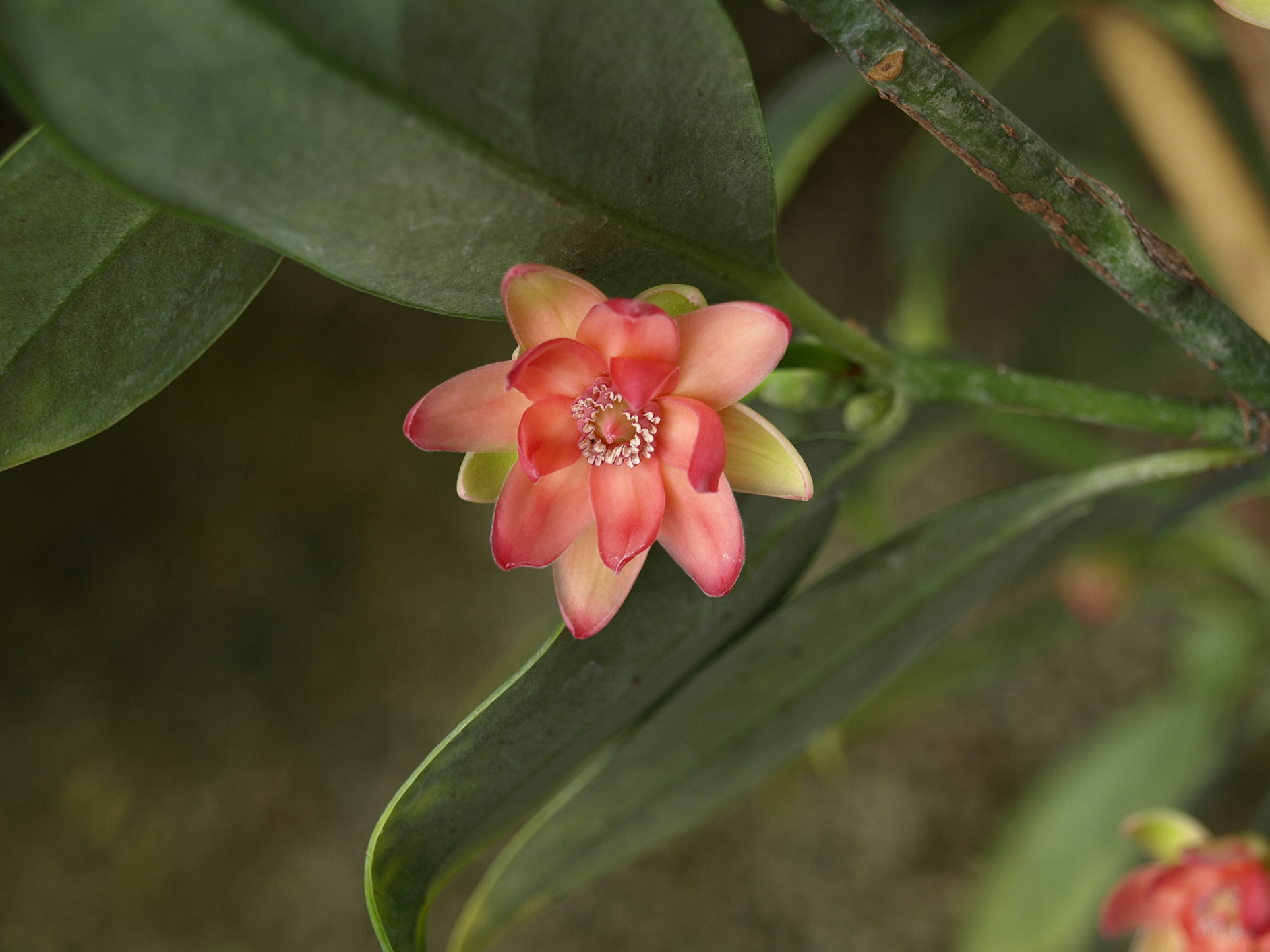
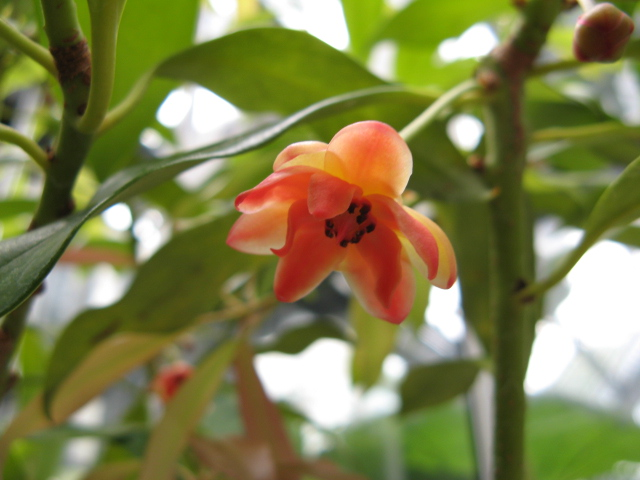
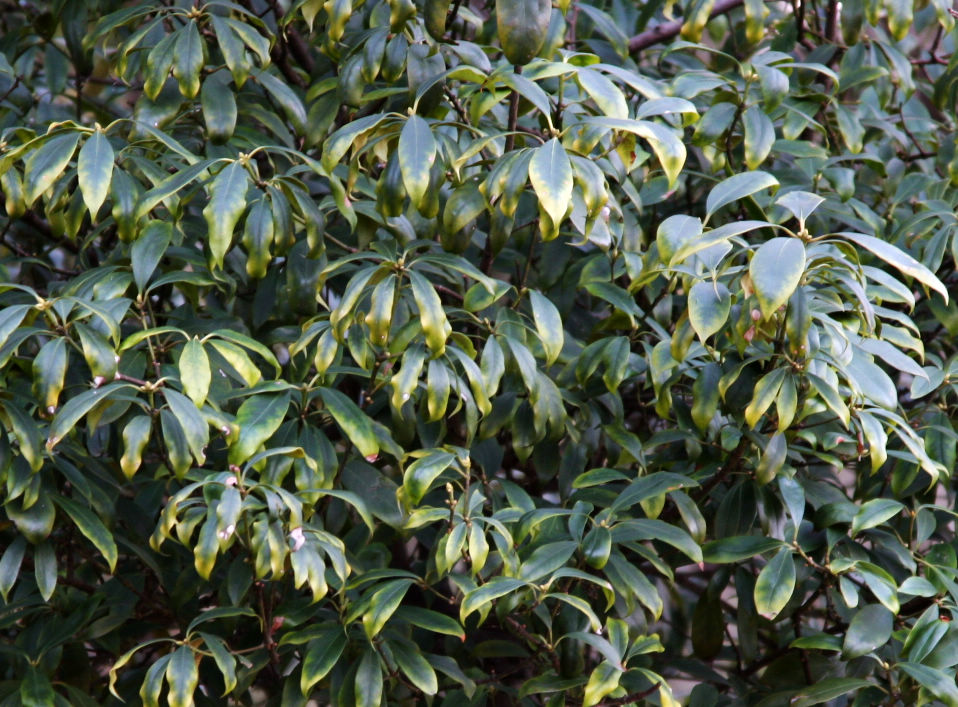